# اسکاتس‌دیل (آریزونا)
اسکاتس‌دیل (به انگلیسی: Scottsdale) شهری در ایالت آریزونا در آمریکا است. این شهر ۲۴۵۰۰۰ نفر سکنه دارد و در مجاورت شهر فینیکس است.

## شهرهای خواهر
- آلاموس (مکزیک)
- کنز (استرالیا)
- اینترلاکن (سوئیس)
- کینگستون، انتاریو (کانادا)
- هایکو (چین)
- مراکش (مراکش)

## نگارخانه

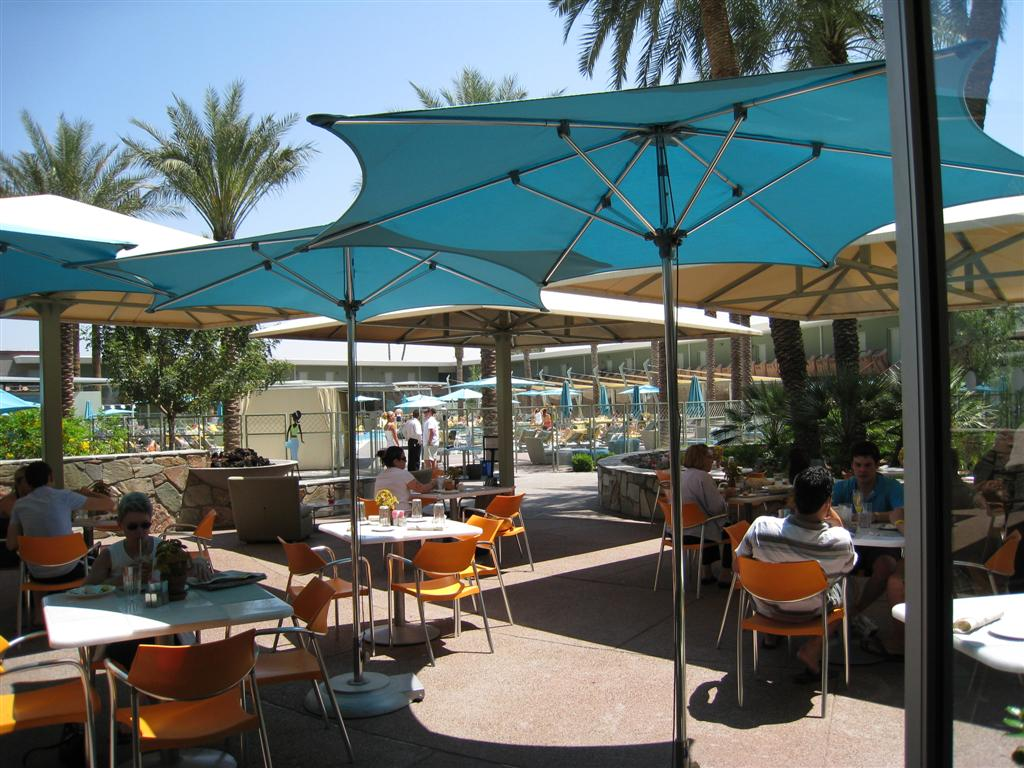
حوزه هنری اسکاتس‌دیل
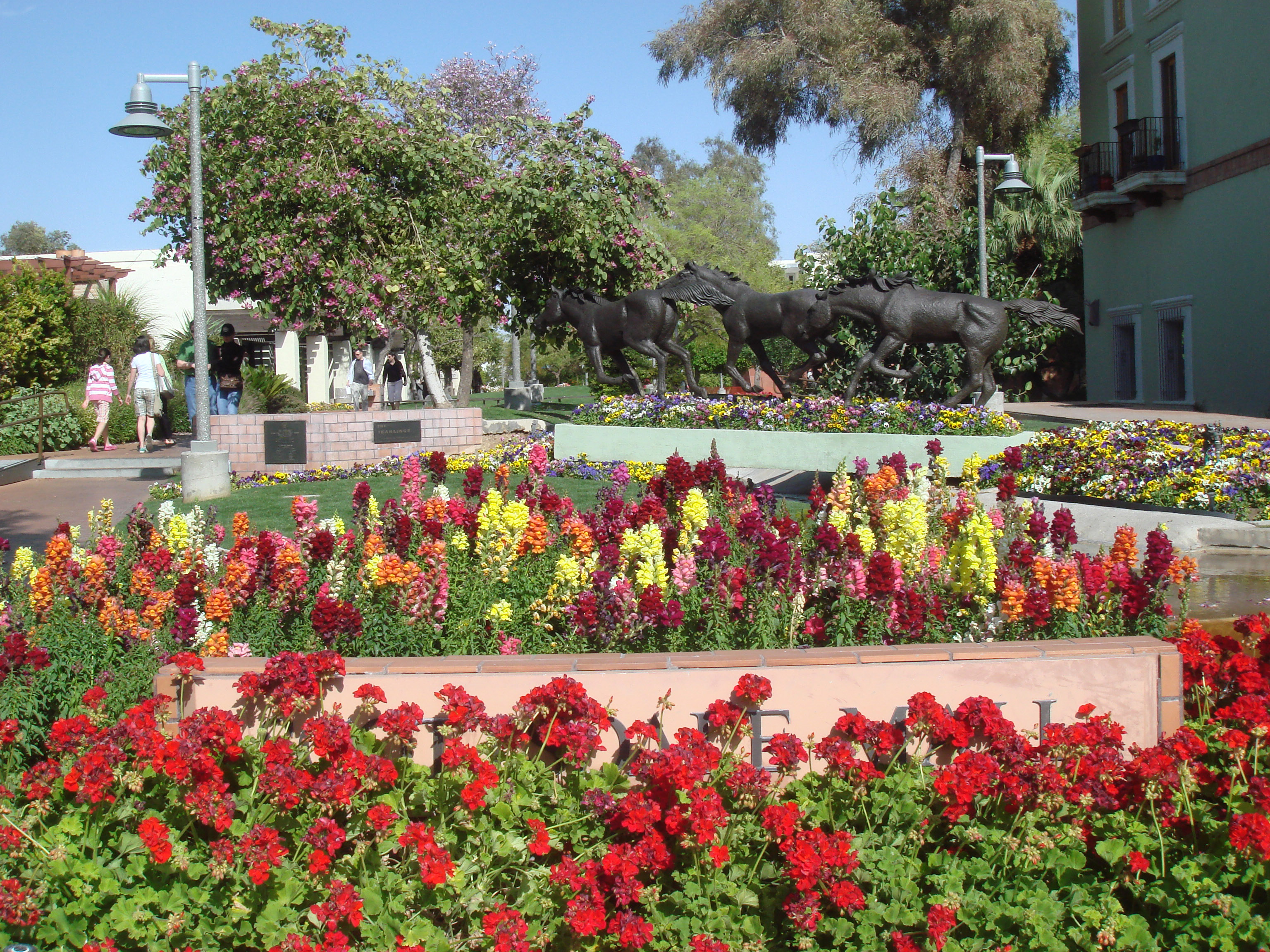
محله قدیمی شهر
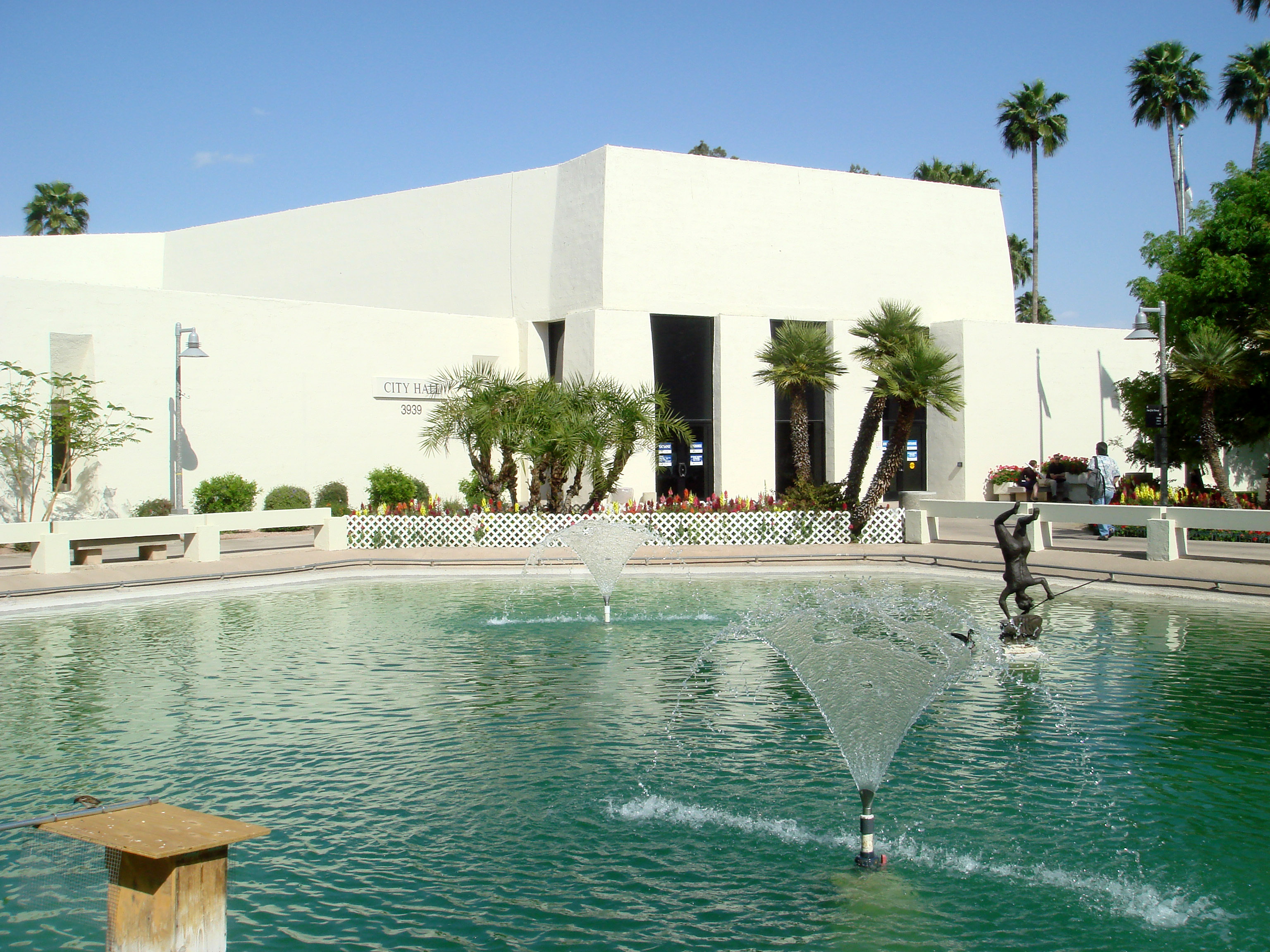
ساختمان شهرداری
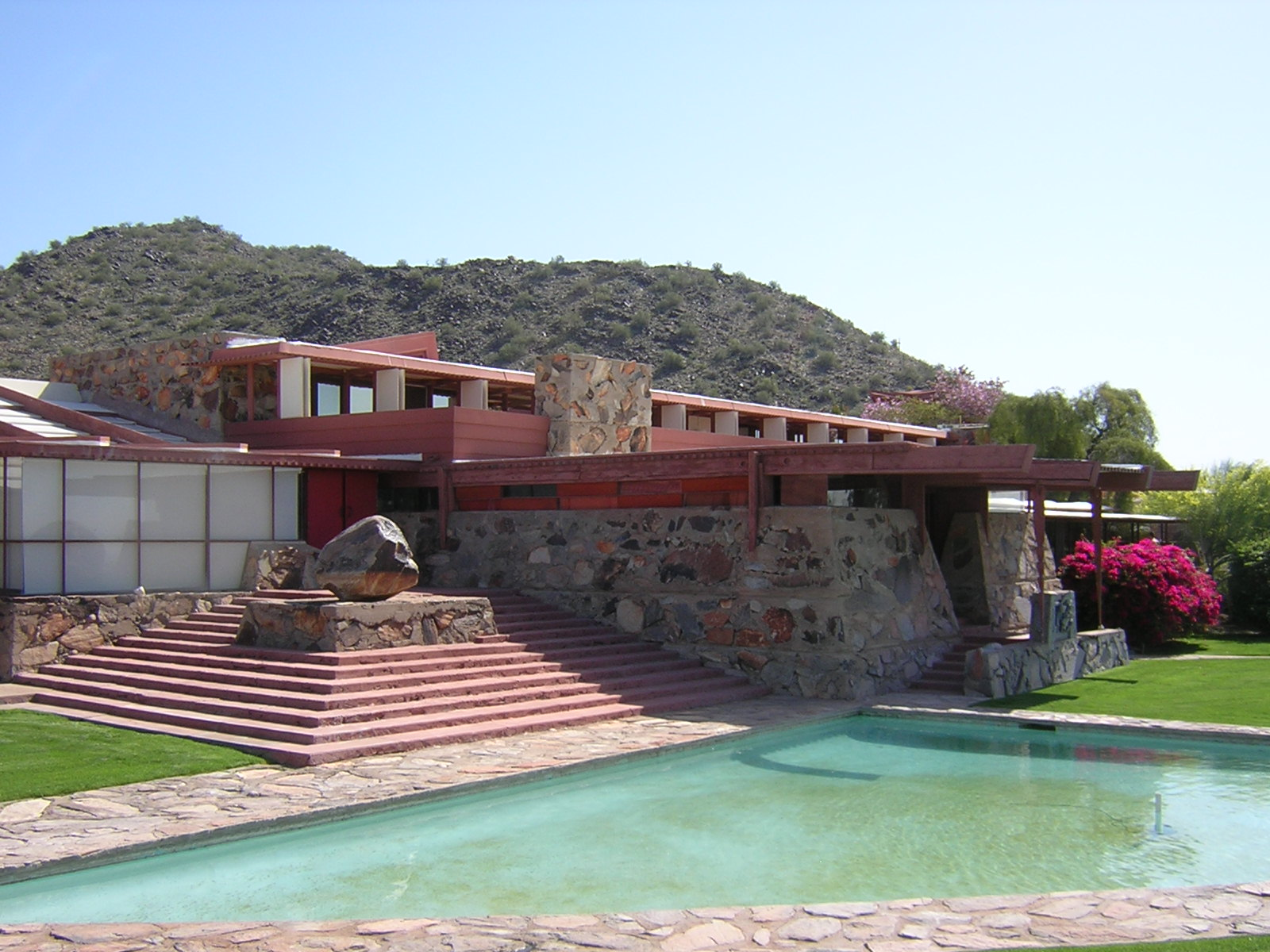
تلییزن وست، اثر بزرگ فرنک لوید رایت